# Sunnerå
Sunnerå är en herrgård och mindre by utanför Ryssby i Ljungby kommun. Sunnerå är belägt vid den sydöstra änden av Ryssbysjön.
Lämningarna av en mindre medeltida borg på Källarholmen i Sunnerå visar på förekomsten av en huvudgård vid denna tid. Första gången gården nämns tillhörde den riddaren Knut Grundis, som 1445 gav gården i morgongåva till sin hustru Birgitta Haraldsdotter (Snedbjälke). År 1467 ägdes Sunnerå av riddaren och riksrådet Gustav Olsson Stenbock, som detta år bytte bort den till Benkt Kaare. I mitten av 1500- talet införlivades gården med Gyllenstiernagodset. På 1580-talet var Sunnerå sätesgård för ”välbördig” man Erik Månsson (Stierna), men nedsjönk snart åter till allmänt frälse.  Sunnerå är den enda huvudgården i Ryssby som direkt kan knytas till högfrälset. Förutom denna frälsegård fanns även ett skattehemman i Sunnerå. Dessa två gårdar blev rusthåll vid reduktionen och innehades en tid av bönder, men 1728 köpte ryttmästaren Karl Ridderborg de olika hemmansdelarna och byggde ett corps-de-logi. Delar av detta finns kvar i den huvudbyggnad som fortfarande finns i Sunnerå, med trädgård, park och kvarnanläggning.